# クルーマー

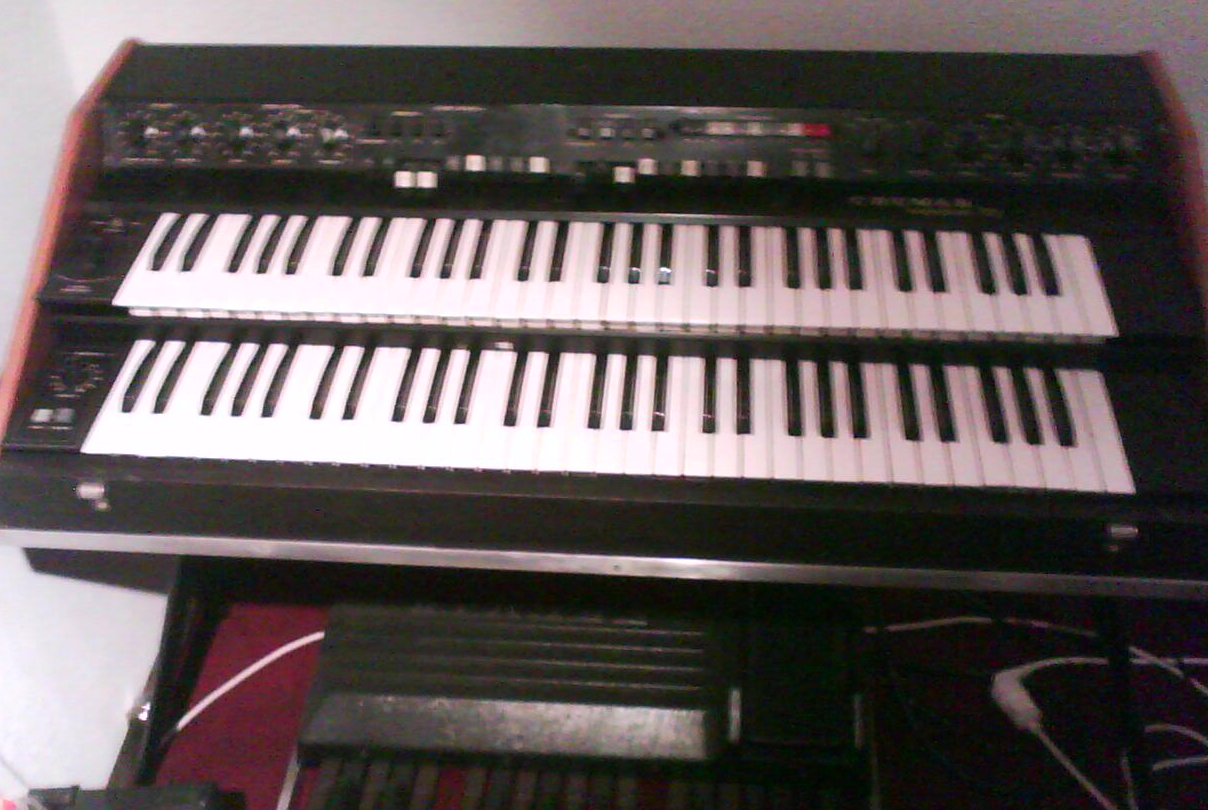
Crumar T2 Organizer

クルーマー (Crumar) は、イタリアの楽器メーカーである。

## 概要
1970年代から1980年代に主に電子楽器を作っていた。シンセサイザーの他、エレクトロニックピアノや電子オルガン、ストリングアンサンブルなども手がけていた。日本では名古屋の荒井貿易が輸入総代理店となって、後述の機種を販売していた。
1970年代末から1980年代初頭、ニューヨークのMusic Technology (MT)とともにベルラボ・ディジタルシンセサイザーの商用化に取り組み、加算合成＋位相変調 (Phase Modulation) によるGeneral Development System (GDS) とDKI Synergyを開発・発売した。 日本では阪田商会系列の日本ハモンドが輸入販売を行っていた。
1987年、高品質低価格サンプラーの製品化途上で活動を停止したが、2008年イタリアのB.G.S. srlがCRUMARの商標を取得、2008年フランクフルト・ムジークメッセ に ディジタル・ピアノ「Baby Grand」を出品している。

## 主な機種

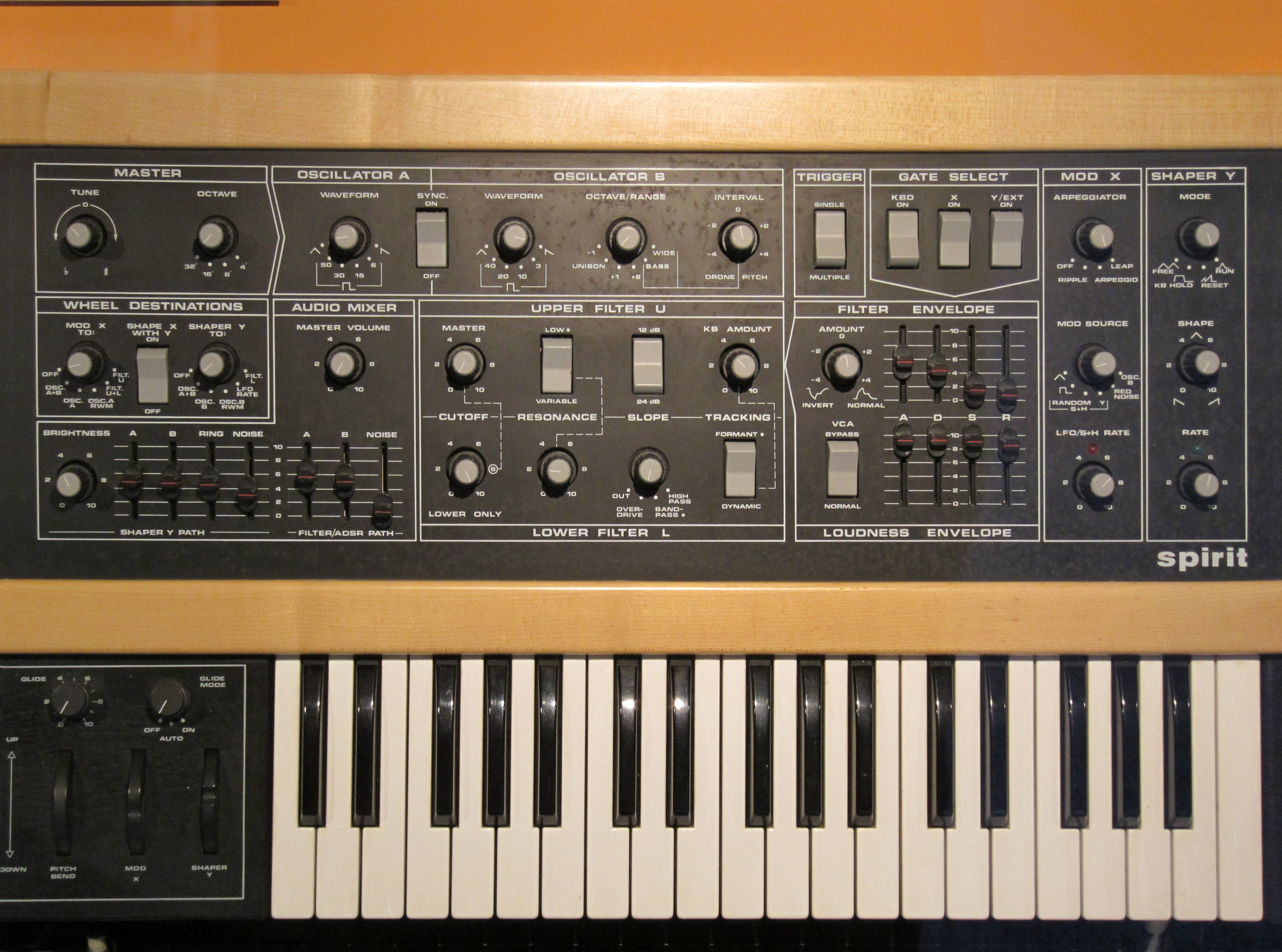
Crumar Spirit (1983)

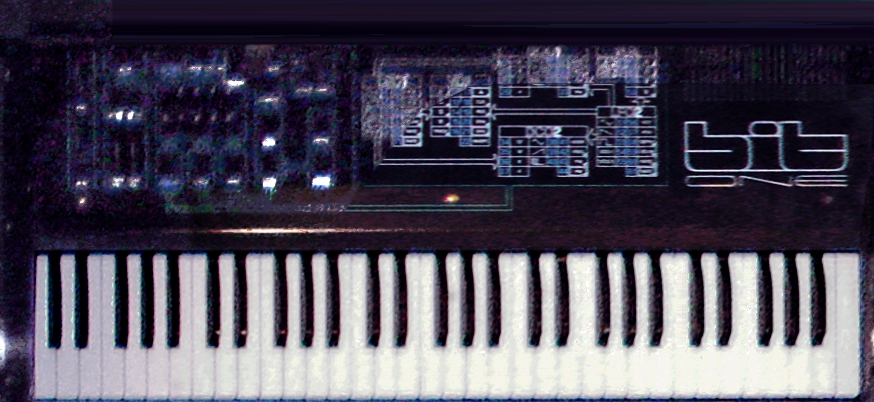
Crumar Bit One (1984)

- Compac Piano（1972年、エレクトロニックピアノ）
- ジャズ・マン（Jazzman）（1974年、エレクトロニックピアノ）

初期型の電子発振式ピアノ。軽量でコンパクトという利点を持っていたが、タッチ・レスポンスによって強弱を付ける機能は備わっていない。Compac Pianoは UNIVOXにOEM供給され、エドガー・ウィンターやビリー・プレストンの肩掛け演奏が有名になり、後に登場したショルダーキーボードのはしりとなった。
- ストリングマン（Stringman）（ストリングアンサンブル）

コントラバス/チェロ/ヴァイオリンの3種類がストリングセクションの音色として用意されており、コーラスやディレイなどの変調機能も機体内部に有していた。
- オルガナイザー（Organizer）（1974年、ドローバー・オルガン〈1段鍵盤〉）
- オルガナイザー T1（1978年、ドローバー・オルガン〈1段鍵盤〉）
- オルガナイザー T2（1978年、ドローバー・オルガン〈2段鍵盤〉）

ハモンド・オルガンを模倣した電子発振式のドローバー・オルガン。
- DS-2（1978年、単音アナログシンセ＋ストリングアンサンブル）

DCOを採用した最も初期のアナログシンセの一つ。
- Performer（1979年、ポリフォニック・アンサンブル）
- General Development System（GDS）（1980年、デジタルシンセ）
- Synergy（1982年、デジタルシンセ）

ベルラボ・ディジタルシンセサイザー商用化の取り組みのもと、ニューヨークのMusic Technology社と共同開発したデジタルシンセサイザー（加算合成＋位相変調方式）。
- E.V.I.（1981年、エレクトロニック・ヴァルブ・インストゥルメンツ）

有名なウインドシンセ Steiner Horn のライセンスを取得し製品化。
- Spirit（1983年、単音アナログシンセ）

オリジナル設計は元Moog Musicのロバート・モーグおよび、ジム・スコット、トム・リア。
- Bit One（1984年、6声ポリフォニックシンセ）
- Bit 99（1985年、6声ポリフォニックシンセ）
- Bit 01（1985年、6声ポリフォニックシンセ〈ラックマウント版〉）